# Pietro Bianchi (Maler)

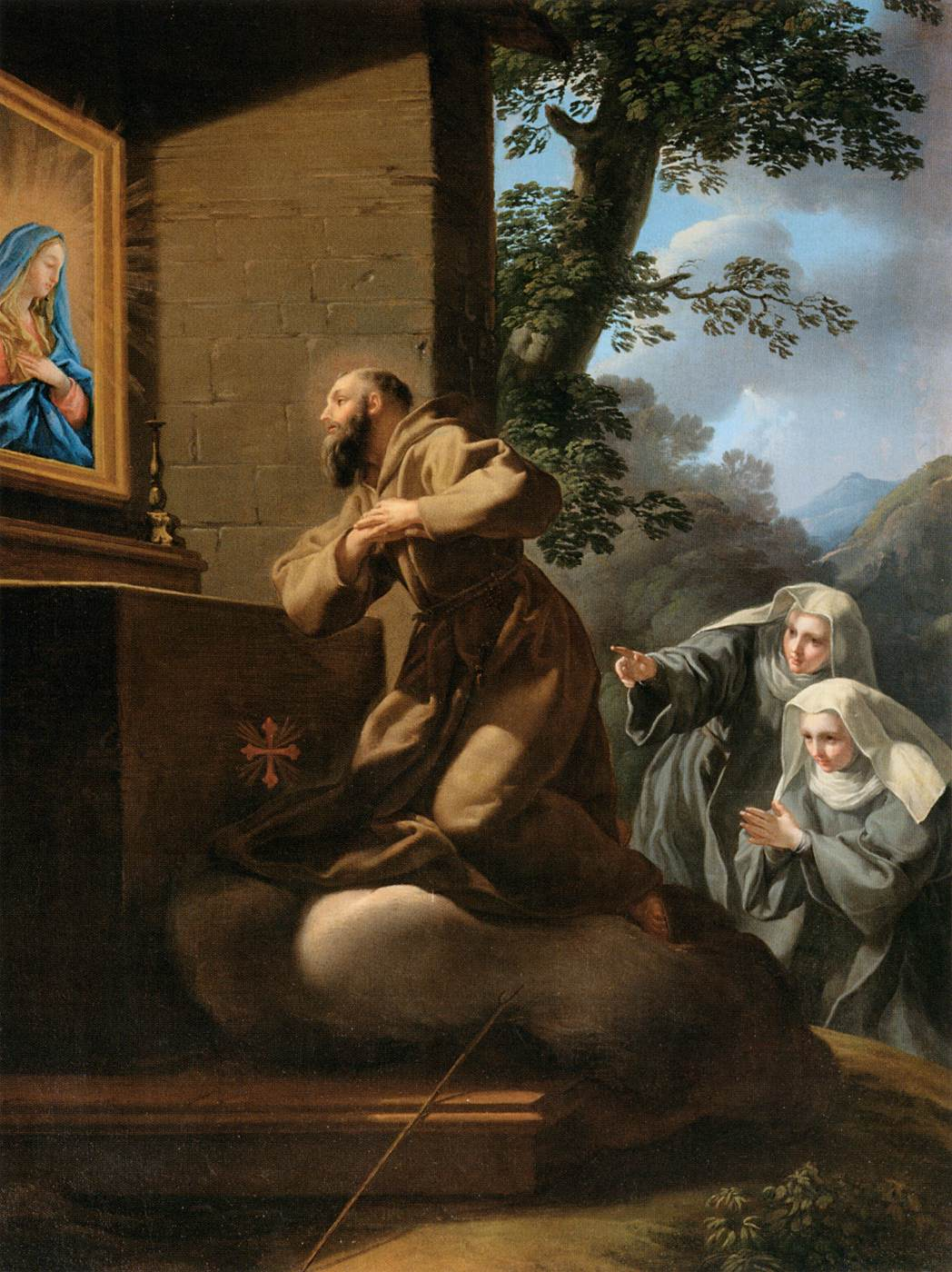
Ekstase des Heiligen Franz von Paola (Louvre)

Pietro Bianchi (* 1694 in Rom; † 2. September 1740 in Rom) war ein in Genua und Rom tätiger italienischer Maler.

## Biografie
Der Vater, Giovanni Bianchi, übersiedelte 1682 von Sarzana nach Rom. Seine Schwester heiratete einen Verwalter des Wohnsitzes von Marchese Marcello Sacchetti, der Bianchis Vorliebe zum Zeichnen bemerkte. Als junger Mann wurde er zur Lehre beim Maler J. Triga geschickt, aber schon bald zog es ihn in die Schule des genuesischen Künstlers Giovanni Battista Gaulli. Im Jahr 1707, im Alter von 13 Jahren, gewann er einen von der Accademia di San Luca organisierten Malwettbewerb. Als Giovanni Battista Gaulli 1709 starb, ging er in das Atelier von Giuseppe Ghezzi und später das von Benedetto Luti. Bianchi malte sowohl religiöse Themen als auch Szenen des wirklichen Lebens, wie Tierbilder, Blumen und Früchte.
Er malte eine Heilige Klara in Gubbio und einen Entwurf für die Basilika Santa Maria degli Angeli e dei Martiri in Rom, von dem es eine Mosaikkopie in der Kapelle des Petersdom im Vatikan gibt.
Er starb im Alter von 46 Jahren. Giovanni Frossi war einer seiner Schüler.